# Vivir es fácil con los ojos cerrados
Vivir es fácil con los ojos cerrados es una película española de 2013 escrita y dirigida por David Trueba. Esta es la novena película que el director madrileño dirige y cuyo guion escribe. En este caso, se inspira en la historia real de Juan Carrión Gañán (Madrid, 1924-Cartagena, 2017), un profesor de inglés que en 1966 viajó a Almería, cuando John Lennon visitó la ciudad andaluza con motivo del rodaje de la película Cómo gané la Guerra. El título fue sacado de la letra de la canción Strawberry Fields Forever ("Living is easy with eyes closed"). La película mezcla imágenes propias del filme, intercaladas con imágenes de archivo de los Beatles y de Lennon rodando en Almería. Se estrenó el 31 de octubre de 2013.

## Sinopsis
En 1966 un John Lennon en plena crisis existencial que le lleva a pensar en dejar definitivamente los Beatles y convencido de poder lanzarse a la carrera de actor, llega a Almería para rodar a las órdenes de Richard Lester una película antibelicista: Cómo gané la guerra.
Antonio (Javier Cámara), es un fan incondicional del cuarteto de Liverpool y profesor de inglés en un humilde colegio de Albacete. Como usa las canciones de los Beatles para enseñar inglés, él decide emprender el viaje para conocerlo y hacerle una inusual petición.
En la ruta, se cruza con Belén (Natalia de Molina), que se ha escapado de la turbia reclusión a la que está sometida por su familia y por el entorno social del país, ya que tiene 20 años, pero carga con un pasado del que huye. Ambos se tropezarán con Juanjo (Francesc Colomer), un adolescente de 16 años, que se ha fugado de casa en plena rebeldía juvenil y enfrentamiento con su padre (Jorge Sanz), conservador, poco tolerante y poco afín a los cambios. 
La libertad y los sueños son los ejes centrales del viaje en el que no sólo encontrarán al cantante, sino también a ellos mismos. El resultado de aquella cautivadora aventura es el tema Strawberry Fields Forever, un tema en el que Lennon recuerda su infancia.

## Reparto
- Javier Cámara: Antonio San Román
- Natalia de Molina: Belén.
- Francesc Colomer: Juanjo
- Jorge Sanz: Padre de Juanjo
- Ariadna Gil: Madre de Juanjo
- Ramon Fontserè: Ramón
- Rogelio Fernández: Bruno

## Los Beatles
La película hace claras y evidentes referencias al mítico grupo de rock The Beatles. La época en la que transcurre la película es la que corresponde con la crisis personal y existencial de John Lennon después del fin de las actuaciones en directo de la banda y el principio del consumo de LSD por parte de los Beatles, sobre todo John y George Harrison.

## Críticas
La recepción de la película ha sido en su enorme mayoría muy positiva aunque no haya tenido un éxito muy notorio en la prensa especializada en el panorama cinéfilo. Los críticos de periódicos y revistas como El País, El Mundo y Fotogramas coinciden en alabar el trabajo del director David Trueba. Señalan como punto fuerte lo bien recreado que está el ambiente de los 60, así como la agradable evocación del pasado que provoca en el espectador. En las críticas se destaca y premia la interpretación de Javier Cámara por su capacidad de personificar a un profesor a la vez ingenioso y plácido, con un interés esperanzador por salvar la cultura de su país en tiempos en los que España era un país muy atrasado técnica y culturalmente. Las pocas críticas negativas que se han escrito sobre la película hacen referencia a la tendencia al costumbrismo que tiene el director.

## Palmarés cinematográfico
XXVIII edición de los Premios Goya
| Categoría                 | Persona           | Resultado |
| ------------------------- | ----------------- | --------- |
| Mejor película            | Mejor película    | Ganador   |
| Mejor director            | David Trueba      | Ganador   |
| Mejor actor protagonista  | Javier Cámara     | Ganador   |
| Mejor actriz revelación   | Natalia de Molina | Ganadora  |
| Mejor guion original      | David Trueba      | Ganador   |
| Mejor música original     | Pat Metheny       | Ganador   |
| Mejor diseño de vestuario | Lala Huete        | Nominada  |

69.ª edición de las Medallas del Círculo de Escritores Cinematográficos
| Categoría               | Persona           | Resultado |
| ----------------------- | ----------------- | --------- |
| Mejor película          | Mejor película    | Ganadora  |
| Mejor director          | David Trueba      | Nominado  |
| Mejor actor             | Javier Cámara     | Nominado  |
| Mejor guion original    | David Trueba      | Ganador   |
| Mejor fotografía        | Daniel Vilar      | Nominado  |
| Mejor música            | Pat Metheny       | Nominado  |
| Mejor actriz revelación | Natalia de Molina | Ganadora  |

Premios Platino 
| Año  | Categoría                                | Candidato     | Resultado |
| ---- | ---------------------------------------- | ------------- | --------- |
| 2014 | Mejor película iberoamericana de ficción |               | Nominado  |
| 2014 | Mejor dirección                          | David Trueba  | Nominado  |
| 2014 | Mejor interpretación masculina           | Javier Cámara | Nominado  |
| 2014 | Mejor guion                              | Paco León     | Nominado  |

## Lugares de rodaje

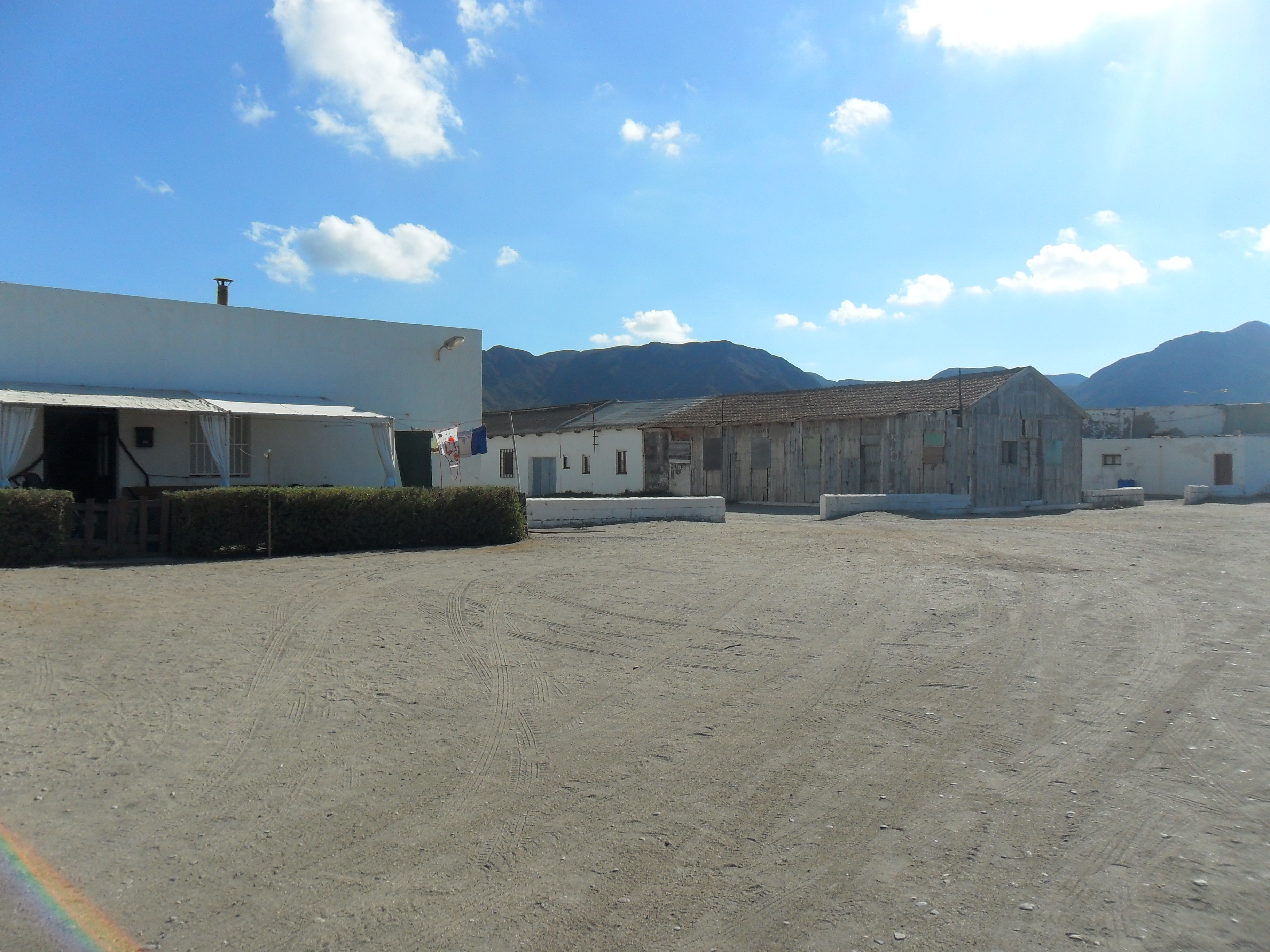
El edificio de madera fue utilizado para representar un bar.

Las escenas del bar y el hotel fueron rodadas en la localidad de La Almadraba de Monteleva, en la provincia de Almería.